# 克魯埃泉瀑布車站
克魯埃泉瀑布車站（英語：Falls of Cruachan railway station）是位于苏格兰克魯埃泉山（ Ben Cruachan）山脚下的火车站 。 该站位于西部高地线的奧本支線上，该支線最初是卡蘭德與奧本铁路的一部分 。
本站由阿貝里奧蘇格蘭鐵路營運，僅在每年3月至10月的夏季开放，主要供徒步旅行者使用。旅客会经过瀑布而攀登克魯埃泉山。 车站開放時，在工作日和周六有四班向格拉斯哥的東行列車與五班到奧本的西行列車。在周日雙向各三班車。

## 历史

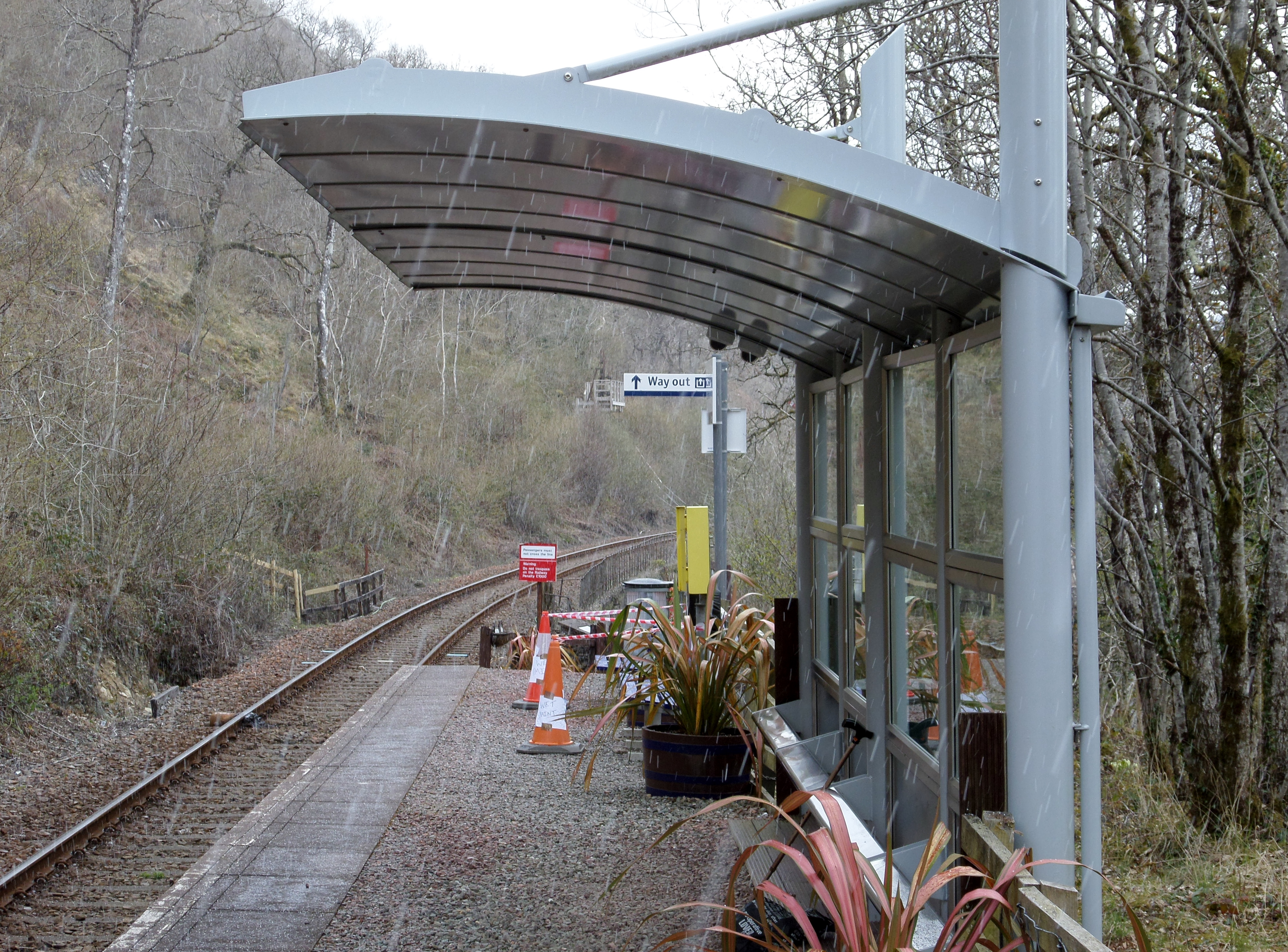
克魯埃泉瀑布站的遮棚。

本站位於克魯埃泉山的低坡，在奧湖上方，于1893年10月1日启用，在线路的南侧设有一个月，于1965年11月1日关闭。
该站于1988年6月20日由英國鐵路的西高地地区商业集团重新啟用，利用整个高地沿线收集廢棄的混凝土枕木，運用到原站址堆積起來，鋪上平板，僅花費10,000英镑。英國鐵路的业务经理Callland MacLeod说服了当时的斯特拉斯克莱德区議會（Strathclyde Regional Council） ，重建了通往A85公路的人行道，又興建一條通往300码外的克魯埃泉發電站遊客中心的步道。由於本站没有照明設備，因此火车仅在白天停靠。几年后又增建了頂棚與改善指標。

## 意外事故
2010年6月6日晚上8時53分左右，一辆从格拉斯哥到奧本，由兩節車廂編組的列車，在克魯埃泉瀑布站附近出軌後停在在15-（50-英尺） 的路堤上，引發了一場小火。火车上有60名乘客，但所有人员均安全撤离到车站，没有造成重大伤亡。 九人受伤。出軌原因為火车撞上落在轨道上的巨石。 后来列車人员因为保护乘客的行动受到了表揚。 